# Li Ho-Pyong
Li Ho-Pyong, född den 16 oktober 1951, är en nordkoreansk brottare som tog OS-silver i bantamviktsbrottning i fristilsklassen 1980 i Moskva. 